# アンテステーリア祭
アンテステーリア祭（希: Ἀνθεστήρια, Anthestēria, アンテステーリア）とは、古代ギリシアのアテナイで行われていた祭りの1つ。ディオニューシア祭やレーナイア祭と同じくディオニューソスに捧げられる祭りの一種。「花（希: άνθος）の祭り」の意。
アッティカ暦のアンテステーリオーン月の11日-13日（グレゴリオ暦で2月ころ）に葡萄酒（ワイン）を伴って開催された。